# Avensa (stolica tytularna)
Avensa (łac. Diocesis Avensensis) – stolica historycznej diecezji w Cesarstwie rzymskim w prowincji Afryka Prokonsularna, sufragania metropolii Kartagina. Współcześnie w Tunezji. Obecnie katolickie biskupstwo tytularne.

## Biskupi tytularni
| Lp. | Biskup                  | Funkcja                                | Od                | Do                  |
| --- | ----------------------- | -------------------------------------- | ----------------- | ------------------- |
| 1   | Alfred Lanctôt          | wikariusz apostolski Bukoby (Tanzania) | 13 grudnia 1951   | 25 marca 1953       |
| 2   | Francis Valentine Allen | biskup pomocniczy Toronto (Toronto)    | 2 lipca 1954      | 7 października 1977 |
| 3   | Kenneth Steiner         | biskup pomocniczy Portlandu (USA)      | 28 listopada 1977 |                     |